# Les papillons du mal
Les papillons du mal (titre original : Trauma) est un roman d'horreur écrit par Graham Masterton, publié en 2000 par les éditions Signet Book. En 2001, une édition illustrée limitée à 750 exemplaires du roman a également été publiée par l'éditeur américain Cemetery Dance Publication, sous le titre Bonnie Winter. Il a été traduit et publié en France 2002 par l'édition Fleuve Noir. En 2003, le roman a remporté le prix Edgar-Allan-Poe (Edgar Allan Poe Awards).
Ce roman raconte l'histoire de Bonnie Winter, une nettoyeuse de scène de crime, qui enquête sur une série de meurtres horribles commis par des individus sous l'emprise de la déesse Itzpapalotl. 
Pour l'auteur, Graham Masterton, ce livre rédigé à Cork, en Irlande, constitue l'une de ces meilleures œuvres de sa carrière. Le cinéaste américain Jonathan Mostow a amorcé l'adaptation de l'œuvre au cinéma mais Universal a mis fin au financement.

## Résumé
Bonnie Winter est une femme d'affaires accomplie qui travaille à la fois pour l'entreprise Glamorex of Hollywood Inc. et sa propre entreprise de nettoyage de scènes de crime domestique. Il n'est pas facile de cumuler deux emplois. Elle doit en outre supporter un mari au chômage, frustré, alcoolique et toxique qui boude ses responsabilités d'homme au foyer. Ces tâches harassantes prennent une tournure surnaturelle lorsqu'elle découvre d'étranges chenilles noires sur chaque scène de crime qu'elle nettoie. Elle fait appel alors appel à un entomologiste local pour en savoir plus. Elle apprend que sont les chenilles d'un papillon rare, le Rothschildia orizaba qu'on peut trouver au Mexique, en Amérique centrale et en Amérique du Sud. La mythologie de ces contrées raconte que l'insecte pouvait le soir se transformer sous la forme d'une déesse démoniaque appelée Itzpapalotl. Cette dernière, narre la légende aztèque, est redoutée car elle pousse les gens à tuer leurs proches. Cette connexion mythologique avec les scènes de crimes acculent peu à peu Bonnie inexorablement vers un dénouement tragique. Il se soldera par l'assassinat de son mari Duke et de son fils Ray. 

## Genèse du roman
Graham Masterton a révélé qu'un article de presse sur une femme qui avait créé sa propre entreprise de nettoyage de scènes de crime à Los Angeles l'avait inspiré pour créer le personnage de Bonnie Winter. À la même époque, le romancier connaissais une femme dont le mariage s'effondrait. Il s'est servi de ces histoires pour construire son récit. Son but premier était de brouiller les lignes entre le surnaturel et la psychose humaine.